# Hattoriella
Hattoriella là một chi rêu trong họ Jungermanniaceae.